# Higuchi Tachibana
Higuchi Tachibana (樋口 橘?,  Tachibana Higuchi; 16 marzo 1976) è una fumettista giapponese.

## Opere
- Swan Lake (1999, Hakusensha)[1]
- Portrait of M and N (2000–2002, serializzato in Hana to Yume, Hakusensha)[2][3]
- Gakuen Alice (学園アリス?, Gakuen Arisu)(2014) [4][5]
- Letter (手紙?, tegami) (2014, Hakusensha)[6]
- Anne no Magomago Tosho Land  (アンのマゴマゴ図書之国?, An no magomago tosho rando) (2014)[7]
- Kageki No Kuni No Alice (2016)